# Sasput
Sasput is een buurtschap tussen Schoondijke en Hoofdplaat in de gemeente Sluis in de Nederlandse provincie Zeeland. Sasput ligt vlak bij twee andere buurtschappen; Nummer Eén en Slijkplaat.
Deze buurtschap, in de regio Zeeuws-Vlaanderen, is ontstaan bij een sluis die is aangelegd toen het nabijgelegen Nieuwerhavense Gat begon te verzanden zodat dit steeds minder bruikbaar voor de scheepvaart werd.

## Spuisluis
Toen men dan in 1650 begon met de aanleg van de Generale Prins Willempolder werd door de Staten-Generaal aan de bedijkers opgedragen om de Schoondijkse Vaart, tegenwoordig bekend als Tragel, te delven. Bij het huidige Sasput kwam dus in 1652 een schutsluis gereed die echter niet lang dienst heeft gedaan voor de scheepvaart, want na 1675 heeft ze enkel nog als spuisluis dienstgedaan omdat de Schoondijkse Vaart niet meer geschikt bleek voor de scheepvaart. Aan deze sluis dankt de buurtschap haar naam en ook nu nog komen daar de Tragel en de Gaternissekreek samen, al ligt de spuisluis sinds 1888 verder kustwaarts, bij Nummer Eén.

## Salzburger emigranten
In 1733 kwamen bij Sasput de Salzburger emigranten aan land. Zij die bleven trokken voornamelijk naar Groede. In 1973 is te Sasput een monument geplaatst dat deze landing memoreert.

## Windmolen
Te Sasput heeft van 1830 tot 1959 een windmolen gestaan, die Molen Luteyn werd genoemd, naar de laatste eigenaar.
Steden: Aardenburg · IJzendijke · Oostburg · Sint Anna ter Muiden · Sluis

Dorpen: Breskens · Cadzand · Eede · Groede · Hoofdplaat · Nieuwvliet · Retranchement · Schoondijke · Sint Kruis · Waterlandkerkje · Zuidzande

Buurtschappen: Akkerput · Bakkersdam · Balhofstede · Biezen · Boerenhol · Braamhul · De Brabander · De Bracke · Cadzand-Bad · Cathelijneschans/Schans · Dam · De Dam · Draaibrug · Halve Maantje · Hans Vriezeschans · Het Eiland · Goedleven · Groeneboomgaard · Grootendam/De Hoogedam · Heille · Hoogendijk · Hoogeweg · Kapitalendam · Ketelaarstraat · Klakbaan · Klein-Brabant · Konijnenberg · Koninginnehaven · Kruisdijk · Kruishoofd · Maagdenberg · Maagd van Gent (deels) · Maaidijk · Marollenput · Moershoofde (deels) · Moleke (deels) · Molentje · Mollekot (deels) · De Munte · Nieuwesluis · Nieuwland · Nieuwvliet-Bad · Nolle · Nummer Een · Oostburgsche Brug · Oosthoek (deels) · Oudeland · Oudemenne · De Pas · Plankenpoortje · Plakkebord · De Platluis · Polderstraat/Steenoven · 't Poldertje · Ponte · Ponte-Avancé · Pyramide · Rijksweg · Ronduit · Roodenhoek · Sasput · Scherpbier · Sint Pieter · Slepershaven/Slapershaven · Slijkplaat · Slikkenburg · Sluissche Veer · Smedekensbrugge · Spitsbroek · Steenhoven · Steenoven · Stenen Heule · Stroopuit · Terhofstede · Ter-Moere · Tol (Schoondijke) · Tol (Waterlandkerkje) · De Tol · Tragel · Turkeye · Valeiskreek · Veldzicht · Veldzicht (deels) · De Verkorting · Verklikker · Vuilpan · Wafeldorp · Waterhoek · Waterloo · Zandertje · Het Zwindorp

Historische plaatsen: De Keizer · Oude Stad (Aardenburg) · Pannenhuis · Potjes

Zeeland: Steden en dorpen in Zeeland      Nederland: Provincies · Gemeenten